# Нуралао
Нуралао (итал. Nurallao) је насеље у Италији у округу Каљари, региону Сардинија.
Према процени из 2011. у насељу је живело 1205 становника. Насеље се налази на надморској висини од 391 м.

## Становништво
Према резултатима пописа становништва 2011. у општини је живело 1.357 становника.
| 1931. | 1936. | 1951. | 1961. | 1971. | 1981. | 1991. | 2001. | 2011. |
| ----- | ----- | ----- | ----- | ----- | ----- | ----- | ----- | ----- |
| 1.103 | 1.209 | 1.497 | 1.779 | 1.521 | 1.542 | 1.448 | 1.431 | 1.357 |